# Samuel Erni
Samuel Erni (* 9. April 1991 in Frauenfeld) ist ein Schweizer Eishockeyspieler, der seit Juli 2017 bei den SCL Tigers aus der Schweizer National League unter Vertrag steht und dort auf der Position des Verteidigers spielt.

## Karriere

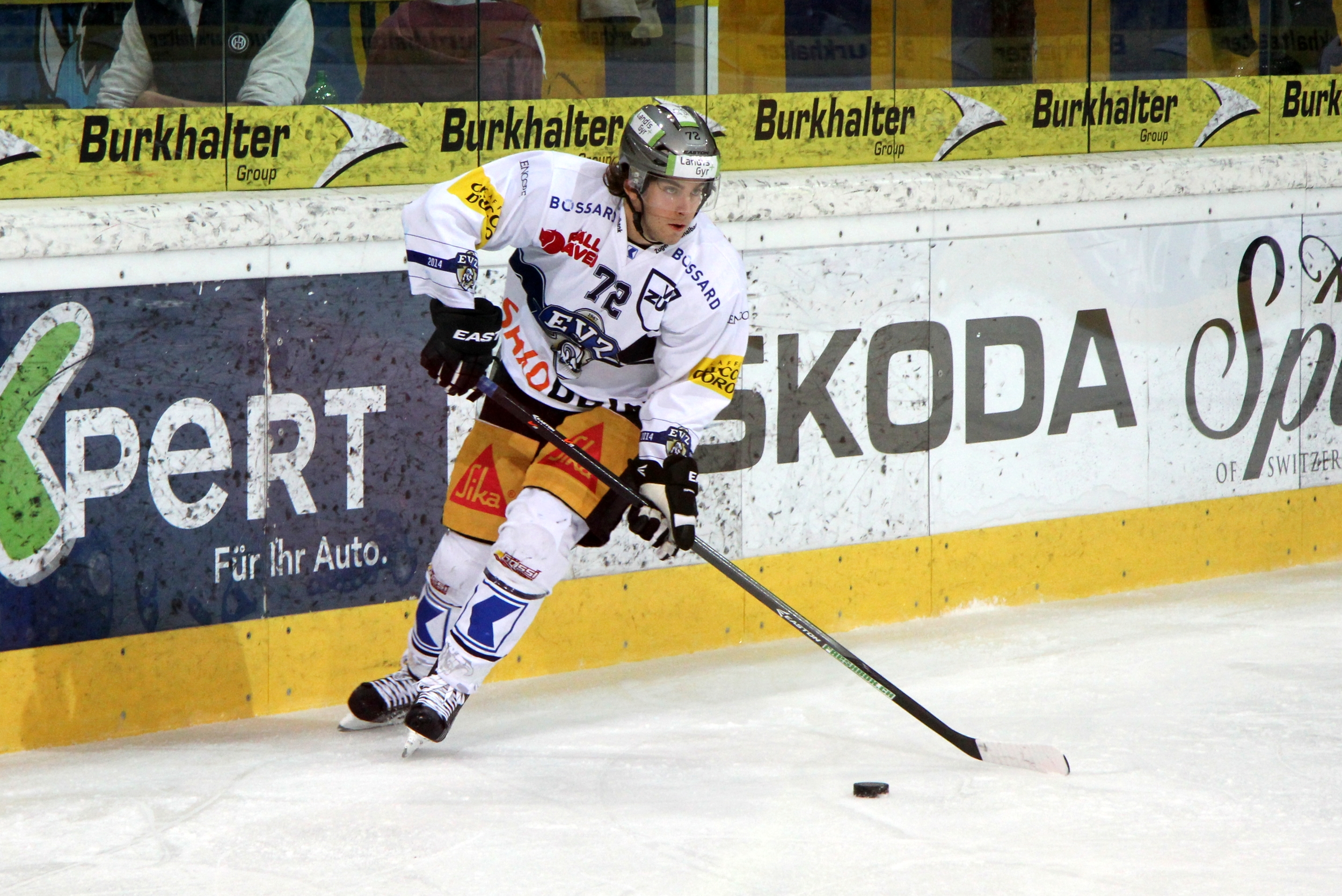
Erni im Trikot des EV Zug (2014)

Erni erlernte das Eishockeyspielen als Fünfjähriger beim Eishockeyclub seiner Geburtsstadt, dem EHC Frauenfeld. Im Sommer 2007 wechselte er in den Nachwuchs des PIKES EHC Oberthurgau, für den er noch in derselben Saison auf einen Einsatz in der ersten Mannschaft kam, dies in der 2. Liga. Es folgten Einsätze in verschiedenen Teams, etwa für die U20-Junioren des EV Zug oder des EHC Winterthur sowie 1.-Liga-Einsätze für den SC Weinfelden. In der Saison 2009/10 gab Erni sein Debüt in der National League B (NLB) beim HC Thurgau.
In der folgenden Saison 2010/11 kam er auf erste Einsätze in der höchsten Spielklasse der Schweiz, dies im Trikot des EV Zug. Mit den Jahren konnte sich Erni immer mehr in der ersten Mannschaft des EV Zug etablieren und reifte zum Stammspieler. Im Frühjahr 2017 wurde der Verteidiger mit der Mannschaft Vizemeister. Zur Saison 2017/18 wechselte Erni vom EVZ zu den SCL Tigers ins Emmental.

### International
Im Juniorenbereich nahm Erni mit den Schweizer U18-Junioren an der U18-Junioren-Weltmeisterschaft 2009 teil, die das Team auf dem achten Platz beendete. Am Slovakia Cup 2015 gab Erni sein Debüt für die Schweizer A-Nationalmannschaft.

## Erfolge und Auszeichnungen
- 2017 Schweizer Vizemeister mit dem EV Zug

## Karrierestatistik
Stand: Ende der Saison 2024/25

### International
Vertrat die Schweiz bei:
- U18-Junioren-Weltmeisterschaft 2009

(Legende zur Spielerstatistik: Sp oder GP = absolvierte Spiele; T oder G = erzielte Tore; V oder A = erzielte Assists; Pkt oder Pts = erzielte Scorerpunkte; SM oder PIM = erhaltene Strafminuten; +/− = Plus/Minus-Bilanz; PP = erzielte Überzahltore; SH = erzielte Unterzahltore; GW = erzielte Siegtore; 1 Play-downs/Relegation; Kursiv: Statistik nicht vollständig)